# Динеску, Виолета
Виоле́та Дине́ску (рум. Violeta Dinescu, род. 13 июля 1953, Бухарест) — немецкая пианистка и композитор румынского происхождения.

## Биография
С 1972 года училась в консерватории имени Киприана Порумбеску, в 1978—1982 годы — в музыкальной школе имени Джорджа Энеску в Бухаресте. С 1980 г. — член Союза композиторов Румынии. Опубликовала ряд журнальных статей, а также работу о творчестве Джованни Палестрины (в соавторстве с Ливиу Комесом). Удостоена ряда призов и наград как композитор.
В 1982 году переехала в Германию. Преподавала в Гейдельбергском институте церковной музыки (1986—1991), Франкфуртской консерватории (1989—1992), Байройтском институте евангелической церковной музыки (1990—1994). С 1996 года — профессор прикладной композиции Ольденбургского университета. Живёт в Баден-Бадене и в Ольденбурге.
Выступала с лекциями в США и ЮАР.

## Творчество

### Избранные сочинения
| для голоса                                                                                          | для голоса | для голоса                  | для голоса                                                                      | для голоса    | для голоса                   |
| название                                                                                            | автор текста | голос                       | сопровождение                                                                   | год написания | первое исполнение            |
| --------------------------------------------------------------------------------------------------- | --- | --------------------------- | ------------------------------------------------------------------------------- | ------------- | ---------------------------- |
| Три песни                                                                                           | Лучиан Блага | сопрано                     | фортепиано                                                                      | 1972          |                              |
| Лунная ночь                                                                                         | Йозеф фон Эйхендорф | вокал                       | орган                                                                           | 1983          | Гейдельберг, 6.8.1983        |
| Лунная ночь                                                                                         | Йозеф фон Эйхендорф | вокал                       | аккордеон                                                                       | 2007          | Кассель, 14.9.2007           |
| Мой дом камень                                                                                      | Lutz Stehl — из рассказов | вокал                       | ударные и фортепиано                                                            | 1994          | Мюнхен, 19.11.1994           |
| Мой дом камень                                                                                      | Lutz Stehl — из рассказов | вокал                       | Tilinca, ударные и фортепиано                                                   | 1998          | Ахен, 20.2.1999              |
| Amont. Письмо Гийому де Машо                                                                        | письмо подруги Гийому де Машо | вокал                       | клавесин                                                                        | 1983          | Эттлинген, 17.4.1985         |
| Я закутан в одиночество : три песни                                                                 | стихи Зельмы Меербаум-Айзингер | вокал                       | клавесин                                                                        | 1985          | Гейдельберг, 24.1.1986       |
| Четверостишие                                                                                       | Франсуа Вийон | вокал                       |                                                                                 | 1986          | Вустров, 22.3.1986           |
| Фрагмент из «Голод и жажда»                                                                         | Эжен Ионеско | меццо-сопрано               | тромбон                                                                         | 1986          | Дармштадт, 28.7.1986         |
| Саваоф (кантата)                                                                                    | из псалмов | баритон                     | два органа                                                                      | 1986          | Гейдельберг, 18.10.1986      |
| Лунные ночи                                                                                         | Йозеф фон Эйхендорф, Франсуа Вийон | вокал                       | саксофон и ударные                                                              | 1987          | Бонн, 16.6.1987              |
| Лунные ночи                                                                                         | Йозеф фон Эйхендорф, Франсуа Вийон | вокал                       | флейта и ударные                                                                | 1987          |                              |
| Dona nobis pacem                                                                                    | | вокал                       | ударные и виолончель                                                            | 1987          | Бонн, 11.12.1987             |
| Псалм 126                                                                                           | | вокал                       | флейта и орган                                                                  | 1989          | Регенсбург, 4.2.1993         |
| Струны                                                                                              | Джеймс Джойс | вокал                       | флейта, кларнет, виолончель и аккордеон                                         | 1993          | Крайхталь, 5.11.1993         |
| Струны                                                                                              | Джеймс Джойс | вокал                       | флейта, скрипка, виолончель, ударные и фортепиано                               | 2000          | Дармштадт, 26.2.2000         |
| ТениРозыТени                                                                                        | Ингеборг Бахман | вокал                       | ударные                                                                         | 1994          | Ремаген, 17.4.1994           |
| Irslac. Nornengesang                                                                                | Юрген Лодеман — из «Зигфрида» | женский вокал               |                                                                                 | 1994          | Тюбинген, 11.6.1994          |
| Указанное место                                                                                     | Христиан Моргенштерн, Хуго Балль, Пауль Клее | вокал и два хора            | горн                                                                            | 1994          | Люцерн, 17.6.1994            |
| Письмо                                                                                              | письмо Дамиана Хуго Целесте Шваб (1738) | четыре женских вокала       |                                                                                 | 1995          | Гамбург, 27.5.1995           |
| Wie entzweit durch das Seil                                                                         | Румяна Эберт | вокал                       |                                                                                 | 1997          | Кассель, 7.5.1999            |
| Весенняя страна (ещё едет мой всадник…)                                                             | Риа Эндерс | вокал                       | фортепиано и ударные                                                            | 1998          | замок Людвигслюст, 10.5.1998 |
| Баллада о потерянном                                                                                | Мирча Динеску | вокал                       | флейта и клавесин / фортепиано                                                  | 1999          |                              |
| Баллада о потерянном                                                                                | Мирча Динеску | вокал                       | ударные и фортепиано                                                            | 1999          | Вайнгартен, 9.11.2001        |
| Китира                                                                                              | Гизела Хемау | вокал                       |                                                                                 | 1999          | Нью-Йорк, 7.12.2000          |
| Коммос, плач Антигоны                                                                               | Софокл — из Антигоны | вокал и женский хор         |                                                                                 | 2000          | Ольденбург, 28.1.2000        |
| Бах                                                                                                 | Мирча Динеску | вокал                       | саксофон, ударные и фортепиано                                                  | 2000          | Штутгарт, 17.10.2000         |
| Элегия винной бочке                                                                                 | Мирча Динеску | вокал                       | саксофон                                                                        | 2000          | Штутгарт, 17.10.2000         |
| Колокола времени для Мириам                                                                         | Хуан Рамон Хименес | вокал, речитатив ad libitum | три блокфлейты, флейта, три альта, две виолы да габа и клавесин                 | 2000          | Нюрнберг, 21.11.2000         |
| Уединённость                                                                                        | Михай Эминеску | вокал                       | скрипка, виолончель и фортепиано                                                | 2000          | Геттинген, 30.11.2000        |
| Морская глубина                                                                                     | Михай Эминеску | вокал                       | скрипка, виолончель и фортепиано                                                | 2000          | Геттинген, 30.11.2000        |
| Римские фонтаны                                                                                     | Райнер Мария Рильке | вокал                       | струнный квартет                                                                | 2000          | Берлин, 6.12.2003            |
| Исповедь                                                                                            | Августин (Исповедь, XI, 14; XIV, 17) | вокал                       | альт-саксофон, скрипка, виолончель и орган                                      | 2001          | Мангейм, 13.5.2001           |
| Жизнь продолжается. Реквием к 60-летию                                                              | Бертольт Брехт, Моника Кён, Петер Хертлинг, Фернандо Песоа, Кристина Брюкнер | вокальный дуэт              | флейта, английский рожок, кларнет, ударные, альт, виолончель, контрабас и орган | 2001          | Мангейм, 13.5.2001           |
| Cronica Trovada dos Indios                                                                          | Цецилия Мейрелес | баритон                     | фортепиано                                                                      | 2001          | Байройт, 23.8.2001           |
| Так как я говорю правду                                                                             | Новый завет | баритон                     | горн, труба, тромбон и орган                                                    | 2001          | Мюнхен, 10.11.2001           |
| Три поэмы Хилды Хилст                                                                               | Хилда Хилст | баритон                     | фортепиано                                                                      | 2002          | Байройт, 14.8.2002           |
| Et veniens veni                                                                                     | Хильдегарда Бингенская | вокал                       | ударные и альт                                                                  | 2002          | Кассель, 13.9.2002           |
| Laus trinitati                                                                                      | Хильдегарда Бингенская | вокал                       | ударные                                                                         | 2002          | Кассель, 13.9.2002           |
| Ночная песнь                                                                                        | Георг Тракль | вокал                       | ударные и альт                                                                  | 2002          | Кассель, 13.11.2002          |
| То, что было : три миниатюры                                                                        | Райнхард Раков | вокал                       | ударные                                                                         | 2004          | Эдевехт, 18.4.2004           |
| Как грезящие                                                                                        | Хайку; Франциск Ассизский (из Солнечных песен); Ширац (из Сада роз); с надгробия Соади (XIII в.); Оскар Лёрке; из Псалма 126; Дорис Рунге; Эрнст Яндль; Томас Бернхард; Tabereh Saffarzadeh | вокал                       | виолончель                                                                      | 2005          |                              |
| Когда склоняется день                                                                               | Песнь песней Соломона | вокал                       | поющие чаши                                                                     | 2006          | Франкфурт-на-Майне, 2006     |
| Aminta                                                                                              | | вокал                       | фортепиано                                                                      | 2007          |                              |
| Ymnus                                                                                               | | вокал                       | флейта, виолончель, гитара, фортепиано и контрабас ad libitum                   | 2007          |                              |
| Ты не можешь вырвать любовь из твоего сердца (опера in nuce)                                        | Гомер, Эжен Ионеско, Габриель Гарсиа Маркес | женский вокал               | ударные, виолончель ad libitum                                                  | 2004          | Кёльн, 2004                  |
| Разрыв сердца (опера in nuce)                                                                       | Гомер, Эжен Ионеско, Габриель Гарсиа Маркес | вокал                       | ударные                                                                         | 2005          |                              |
| Концерт                                                                                             | Гомер — Одиссей у Кирки (10-я песнь) | сопрано                     | различные оркестровые группы                                                    | 1987          | Ульм, 5.3.1987               |
| Wehlinos (концертино)                                                                               | Гомер — Одиссей у Кирки (10-я песнь) | вокал                       | оркестр                                                                         | 1988          | Баден-Баден, 26.8.1988       |
| Wehlinos (концертино)                                                                               | Гомер — Одиссей у Кирки (10-я песнь) | меццо-сопрано               | кларнет и струнный оркестр                                                      | 1995          | Эрфурт, 22.10.1995           |
| Subito dopo l’ultima casa di Cipriani (Пение глупцов Европы) (литературная инсталляция)             | музыка В.Динеску, Арсена Дедича, Иоганна Керна, Габриэля Липуса, Вернера Радичниха; либретто — Джевад Карахасан, Герберт Гантшахер                                                          | сопрано, контртенор         | флейта / альт-флейта, кларнет / баскларнет и ударные                            | 1994          | Зальцбург, 7.12.1994         |
| Каринтия                                                                                            | Франческо Танцер | вокал                       | камерный ансамбль                                                               | 1996          | Дюссельдорф, 11.12.1996      |
| Симург (Концерт птиц)                                                                               | Джевад Карахасан | вокал                       | флейта-контральт, бас-кларнет, альт и ударные                                   | 1997          | Одесса, 11.4.1997            |
| «Семь скрипичных дуэтов для Ули… найденных в ламповом стекле» : Семь историй (концертная мелодрама) | Мирча Динеску | рассказчик                  | фортепиано                                                                      | 2004          |                              |
| Fipps der Affe                                                                                      | Вильгельм Буш | рассказчик                  | фортепиано                                                                      | 2007          | Ганновер, 17.6.2007          |
| Чтобы смочь жить                                                                                    | Карл Ясперс | рассказчик, вокал           | ударные, блокфлейта и флейта                                                    | 2008          | Ольденбург, 16.6.2008        |

| для хора                                       | для хора                                                     | для хора                             | для хора                                        | для хора      | для хора                |
| название                                       | автор текста                                                 | хор                                  | сопровождение                                   | год написания | первое исполнение       |
| ---------------------------------------------- | ------------------------------------------------------------ | ------------------------------------ | ----------------------------------------------- | ------------- | ----------------------- |
| Latin sentences                                | Дойна Стереску                                               | 8 голосов                            |                                                 | 1972          |                         |
| Latin sentences                                | Дойна Стереску                                               | 4 голоса                             |                                                 | 1972          |                         |
| Баллада                                        | традиционная румынская баллада «Три сестры в поисках цветов» | хор                                  |                                                 | 1976          | Дублин, 8.3.1997        |
| Рассвет цветов                                 | Дана Филотти                                                 | хор                                  |                                                 | 1981          |                         |
| Закат                                          | Дан Михайлеску                                               | хор                                  |                                                 | 1981          | Берлин, 12.4.1995       |
| Весна                                          | Йон Карайон                                                  | хор                                  |                                                 | 1981          |                         |
| Песнь цветов                                   | Йон Карайон                                                  | хор                                  |                                                 | 1981          | Вайнгартен, 11.11.1989  |
| Doinasland                                     | Николае Поп                                                  | хор                                  |                                                 | 1981          |                         |
| Три песни                                      |                                                              | мужской хор                          |                                                 | 1982          |                         |
| Messe ad fugam                                 |                                                              | хор                                  |                                                 | 1994          | Мюнхен, 19.10.1994      |
| Nisi tu aluid existimas                        | из псалмов; из Августина                                     | хор                                  |                                                 | 1995          | Нересхайм, 9.7.1995     |
| Ворота Твоего города о 12 жемчужинах           | из псалмов; из Нового Завета; из греческой литургии          | хор                                  |                                                 | 1999          |                         |
| Stasimon. Гимн Эроса                           | Софокл — из Антигоны                                         | пять женских голосов или женский хор |                                                 | 2000          | Ольденбург, 28.1.2000   |
| nimmermehr wanken                              |                                                              | два хора                             |                                                 | 2005          |                         |
| Заколдуй меня в серебряную птицу!              | традиционные румынские тексты                                | хор                                  | оркестр                                         | 1976          | Арад, 21.3.1982         |
| Троицкая оратория                              | из Нового Завета; Дитрих Коллер                              | два хора                             | ансамбль                                        | 1993          | Эрланген, 22.5.1993     |
| Giocchi di una volta. Диалог ангела / демона   | Гаспаро Касати                                               | три голоса                           | три кларнета                                    | 1995          |                         |
| Во имя Отца! Во имя Сына! Во имя Святого Духа! |                                                              | два хора                             | оркестр                                         | 1997          | Грац, 29.6.1997         |
| Когда я буду петь                              | Мирча Динеску                                                | два хора                             | ансамбль (три гобоя / фагот / орган / струнные) | 1999          | Гейдельберг, 27.6.1999  |
| Nimbus VII                                     |                                                              | хор ad libitum                       | оркестр                                         | 2000          | Ольденбург, 7.6.2000    |
| Как канат на горе Циона: Оратория мира         | из Нового Завета; Эрих Мария Ремарк                          | солисты, хор                         | ансамбль                                        | 2003          | Оснабрюк, 25.10.2003    |
| Оставь мне время                               | Фридрих Шиллер, Артюр Рембо                                  | хор                                  | две скрипки, альт, две виолончели               | 2005          | Эрнен, 2005             |
| В потоках Вавилона                             |                                                              | два хора                             | оркестр                                         | 2006          | Люксембург, 19.5.2007   |
| Игра                                           | традиционные румынские детские игры слов                     | детский хор (3 голоса)               | оркестр                                         | 1977          |                         |
| Игра                                           | традиционные румынские детские игры слов                     | детский хор (3 голоса)               | ударные                                         | 1981          | 8.5.1982                |
| Лук-резанец                                    | Ана Бландиана                                                | детский хор (2 голоса)               |                                                 | 1980          | Буэнос-Айрес, 29.7.2001 |
| В моём саду                                    | Ана Бландиана                                                | детский хор                          |                                                 | 1981          |                         |
| Тамина                                         | Delia Dorcea                                                 | детский хор                          |                                                 | 1982          |                         |
| Мой сад (4 песни)                              | Ана Бландиана                                                | детский хор                          | ударные                                         | 1982          | Гернсбах, 29.6.1991     |
| 35 мая (фрагмент из оперы)                     |                                                              | детский хор                          | фортепиано                                      | 1986          |                         |
| Рондо                                          | Сандра Бауэр, Карл Орлеанский                                | детский хор (2 голоса)               | ансамбль                                        | 1987          |                         |
| Год отдал своё пальто… Рондо о весне           | Карл Орлеанский                                              | детский хор (2 голоса)               | группа блокфлейт                                | 1987          | Зекках, 18.6.1988       |
| Весенняя песня                                 | Сандра Бауэр                                                 | детский хор                          | блокфлейты и ударные                            | 1987          | Зекках, 18.6.1988       |
| Тамина (детский гимн ЮНИСЕФ)                   | Delia Dorcea                                                 | детский хор                          | струнный оркестр                                | 2003          | Гейдельберг, 21.9.2003  |

| оперы                                                                                     | оперы | оперы         | оперы                                                       |
| название                                                                                  | либретто | год написания | первое исполнение                                           |
| ----------------------------------------------------------------------------------------- | --- | ------------- | ----------------------------------------------------------- |
| Голод и жажда (камерная опера в 3 картинах)                                               | Роланд Хас (по пьесе «Жажда и голод» Эжена Ионеско)                                                                                       | 1986          | Театр Фрайбурга, 1.2.1986                                   |
| 35 мая, или Конрад едет верхом в Южное море (детская опера в 7 картинах)                  | Флориан Цвипф, Ульрика Вендт (по одноимённому роману Эриха Кестнера)                                                                      | 1986          | Национальный театр Мангейма, 30.11.1986                     |
| Эрендира (опера в 6 сценах)                                                               | Моника Ротмайер (по рассказу «Невероятная и печальная история о простодушной Эрендире и её бессердечной бабушке» Габриэля Гарсиа Маркеса) | 1992          | Камерный театр Государственного театра Штутгарта, 18.3.1992 |
| Шахматная новелла. Игра с силуэтами, людьми, светом и тенью (камерная опера в 4 картинах) | Виолета Динеску (по рассказу «Шахматная новелла» Стефана Цвейга)                                                                          | 1994          | Театр Магдебурга, 18.5.1994                                 |
| Антигона (музыкальный театральный проект с прологом, вступительной песней, в 6 сценах)    | Софокл — Антигона | 2000          | Ольденбург, 28.7.2000                                       |
| Утонувший город — история о море (мобильная детская опера)                                | Ютта Шуберт | 2008          | Майнц, 20.1.2008                                            |

| балеты                         | балеты                                                                                           | балеты        | балеты                     |
| название                       | либретто                                                                                         | год написания | первое исполнение          |
| ------------------------------ | ------------------------------------------------------------------------------------------------ | ------------- | -------------------------- |
| Волчок. История прекрасной Лау | Тина Шнайдер, Олаф Гёк, Гунтер Фольц (по мотивам сказки «История прекрасной Лау» Эдуарда Мёрике) | 1985          | Театр Ульма, 26.5.1985     |
| Эффи Брист                     | Ирена Шнайдер (по одноимённому роману Теодора Фонтане)                                           | 1998          | Театр Магдебурга, 4.7.1998 |

| симфоническая музыка                     | симфоническая музыка     | симфоническая музыка                   | симфоническая музыка | симфоническая музыка      |
| название                                 | солист                   | состав                                 | год написания        | первое исполнение         |
| ---------------------------------------- | ------------------------ | -------------------------------------- | -------------------- | ------------------------- |
| Концерт                                  | кларнет                  | оркестр                                | 1987                 |                           |
| Концерт (двойной)                        | кларнет, виолончель      | оркестр                                | 1987                 |                           |
| Once emerged from the grey of night      | тромбон                  | камерный оркестр                       | 1993                 | Глазго, 14.3.1993         |
| Где                                      | кларнет, альт            | ударные, фортепиано и струнный квартет | 1996                 | Эрфурт, 13.10.1996        |
| Табар                                    | четыре ударных           | оркестр                                | 1999                 | Мангейм, 5.6.2000         |
| Helba (тройной концерт)                  | гобой, скрипка и маримба | оркестр                                | 2003                 | Гейдельберг, 21.9.2003    |
| Превращения                              | —                        | оркестр                                | 1976                 | Бухарест, 30.6.1978       |
| Анна Перенна                             | —                        | оркестр                                | 1977                 | Ботошани, 9.4.1982        |
| Акростих                                 | —                        | оркестр                                | 1983                 | Виблинген 17.7.1983       |
| Игра (фрагмент из балета «Волчок»)       | —                        | оркестр                                | 1983                 | Бремен, 5.7.2000          |
| L’ora X                                  | —                        | оркестр                                | 1995                 | Берлин, 2.12.1995         |
| Теневое зеркало                          | —                        | оркестр                                | 2000                 | Баден-Баден, 27.10.2000   |
| Фреска                                   | —                        | юношеский оркестр                      | 1989                 | Лаймен, 1.10.1989         |
| Фреска                                   | —                        | 4 любых духовых                        | 1990                 | Дойчландсберг, 21.10.1990 |
| Фреска                                   | —                        | 4 духовых и ударные                    | 1993                 | Баден-Баден, 21.3.1993    |
| Плавучие маяки                           | —                        | юношеский оркестр                      | 1997                 | Кильхберг, 15.11.1997     |
| Flugspiele. Mobile für ein Wandelkonzert | —                        | юношеский оркестр                      | 2003                 | Гейдельберг, 5.4.2003     |

| крупные ансамбли, малые оркестры                       | крупные ансамбли, малые оркестры                             | крупные ансамбли, малые оркестры | крупные ансамбли, малые оркестры |
| название                                               | состав                                                       | год написания                    | первое исполнение                |
| ------------------------------------------------------ | ------------------------------------------------------------ | -------------------------------- | -------------------------------- |
| Играют флейты III                                      | октет флейт                                                  | 1986                             | Марбург, 4.5.2000                |
| Кастель-дель-Монте                                     | деревянные, медные духовые и саксофон                        | 1993                             | Клагенфурт, 19.12.1993           |
| Письмо с корабля                                       | блокфлейта, ударные и гитара                                 | 1999                             |                                  |
| Семь маленьких пьес                                    | ансамбль духовых                                             | 2001                             | Шпайер, 8.7.2001                 |
| Приключение                                            | флейта, гобой, кларнет, фагот, ударные, альт, виолончель     | 2006                             | Фрайбург, 2006                   |
| Map 67                                                 | камерный ансамбль                                            | 1987                             | Донауэшинген, 17.10.1987         |
| Табу (музыка к одноимённому фильму Ф. В. Мурнау, 1931) | ансамбль                                                     | 1988                             |                                  |
| Табу (музыка к одноимённому фильму Ф. В. Мурнау, 1931) | флейты, кларнет, ударные и фортепиано с перкуссией           | 2004                             | Копенгаген, 16.5.2004            |
| Табу (фрагмент)                                        | флейта(ы), ударные и фортепиано                              | 2003                             | Гейдельберг, 13.4.2003           |
| Каприччио                                              | камерный оркестр                                             | 1988                             |                                  |
| Вихревые облака I, II, III                             | камерный оркестр                                             | 1998                             |                                  |
| Вихревые облака I, II, III                             | деревянные духовые, два ударных, арфа, фортепиано и струнные | 1998                             | Ульм, 4.7.1998                   |
| Воспоминания                                           | струнный оркестр                                             | 1980                             | Крайова, 13.6.1981               |
| Воспоминания                                           | оркестр аккордеонов                                          | 1993                             | Клагенфурт, 19.12.1993           |
| Кибалион                                               | струнный оркестр                                             | 1991                             | Шветцинген, 22.5.1991            |
| Тень путешественника                                   | струнный оркестр                                             | 1993                             | Эрфурт, 5.9.1993                 |
| Niutao                                                 | оркестр гитар                                                | 1995                             | Гейдельберг, 13.11.1995          |
| Anthemion                                              | оркестр цитр и гитар                                         | 2001                             | Мюнхен, 16.9.2001                |

| инструментальные ансамбли                        | инструментальные ансамбли                                            | инструментальные ансамбли | инструментальные ансамбли |
| название                                         | состав                                                               | год написания             | первое исполнение         |
| септеты                                          |                                                                      |                           |                           |
| ------------------------------------------------ | -------------------------------------------------------------------- | ------------------------- | ------------------------- |
| В поисках Моцарта                                | флейта, фагот, горн, саксофон, скрипка, арфа и фортепиано / клавесин | 1983                      | Мангейм, 13.3.1983        |
| Terra Lonhdana                                   | флейта, кларнет, струнный квартет и фортепиано                       | 1983                      | Висбаден, 14.3.1989       |
| В темпе вальса II                                | флейта, кларнет, две скрипки, виолончель, контрабас и фортепиано     | 1994                      | Вена, 19.11.1994          |
| Место для мягкого камня                          | флейта, кларнет, ударные, фортепиано, скрипка, альт и виолончель     | 1995                      | Нюрнберг, 12.11.1995      |
| «et les fruits passeront la promesse des fleurs» | флейта, бас-кларнет, скрипка, альт, виолончель, ударные и фортепиано | 1995                      | Гент, 11.1.1997           |
| Лабиринт для Эстер                               | септет деревянных и медных духовых                                   | 2001                      |                           |
| секстеты                                         |                                                                      |                           |                           |
| Aïon                                             | кларнет, фагот, виолончель, два контрабаса и ударные                 | 1982                      |                           |
| Летиция                                          | три флейты и три альта                                               | 1982                      |                           |
| Играют флейты II                                 | секстет флейт                                                        | 1986                      |                           |
| Основы моего будущего                            | флейта, кларнет, горн, тромбон, виолончель и контрабас               | 1995                      | Берлин, 23.11.1996        |
| квинтеты                                         |                                                                      |                           |                           |
| Чередования                                      | стеклянный квинтет                                                   | 1982                      | Бухарест, 18.5.1982       |
| Праздничные фанфары                              | два горна и три трубы                                                | 1983                      |                           |
| Праздничные фанфары                              | два горна, труба и два тромбона                                      | 1983                      | Гейдельберг, 22.3.2003    |
| Мелизмы                                          | квинтет блок-флейт или пять одинаковых инструментов                  | 1985                      | Гейдельберг, 9.7.1985     |
| Серенада («Маленький пастух»)                    | саксофон, тромбон, срипка, альт и контрабас                          | 1993                      | Вена, 28.06.1993          |
| Фрагмент V Terra Lonhdana                        | флейта, кларнет, скрипка, виолончель и фортепиано                    | 1994                      | Одесса, 10.4.1995         |
| All´ombra del tiempo                             | аккордеон и струнный квартет                                         | 1995                      | Зальцбург, 3.4.1995       |
| Ardea Cinerea                                    | две скрипки, альт, виолончель и контрабас                            | 2007                      | Ольденбург, 27.1.2008     |

| инструментальные квартеты                           | инструментальные квартеты                                                                          | инструментальные квартеты | инструментальные квартеты             |
| название                                            | состав                                                                                             | год написания             | первое исполнение                     |
| --------------------------------------------------- | -------------------------------------------------------------------------------------------------- | ------------------------- | ------------------------------------- |
| Струнный квартет I                                  | | 1973                      |                                       |
| Струнный квартет II                                 | | 1974                      |                                       |
| Terra Lonhdana                                      | струнный квартет                                                                                   | 1984                      | Мюнхен, 6.3.1988                      |
| «Отражения картины „Todesfuge Пауля Целана“ HaWeBe» | струнный квартет                                                                                   | 1993                      | Базель, 20.4.1993                     |
| Остров I                                            | квартет альтов                                                                                     | 1988                      | Кассель, 19.6.1988                    |
| Сатья V                                             | скрипка, фагот, контрабас и кларнет                                                                | 1981                      |                                       |
| Остров II                                           | квартет кларнетов                                                                                  | 1988                      | Kasteel (Бельгия), 1.10.1989          |
| Контрасты                                           | квартет тромбонов                                                                                  | 1990                      | Доссенхайм, 11.2.1990                 |
| Миниатюры                                           | квартет саксофонов                                                                                 | 1982                      | Мангейм, 9.11.1983                    |
| Nakris                                              | квартет саксофонов                                                                                 | 19831                     | Мангейм, 9.11.1983                    |
| В центре молчания II                                | квартет блок-флейт                                                                                 | 1996                      |                                       |
| Впечатления (по картинам Ганса Берреца)             | флейта, гобой, кларнет и фагот                                                                     | 1992                      | Мангейм, 23.11.1992                   |
| Эвр                                                 | флейта, гобой, кларнет и фагот                                                                     | 2000                      |                                       |
| Дирижабль                                           | флейта, электрогитара, ударные, фортепиано и магнитофон (по нем. Wolfgang Martin Stroh) ad libitum | 1998                      | Ольденбургский университет, 27.4.1998 |
| Скажи, что случилось (нем. Sage, was los ist…)      | блок-флейта, флейта, скрипка и фортепиано                                                          | 2000                      | Ольденбург, 5.5.2000                  |
| Баллада огней (импровизация)                        | любые четыре инструмента                                                                           | 1997                      | Ольденбургский университет, 18.1.1997 |
| Тенденции (импровизация)                            | любые четыре инструмента                                                                           | 2000                      |                                       |

| инструментальные трио                                          | инструментальные трио                                        | инструментальные трио | инструментальные трио                   |
| название                                                       | состав                                                       | год написания         | первое исполнение                       |
| -------------------------------------------------------------- | ------------------------------------------------------------ | --------------------- | --------------------------------------- |
| Трио язычковых                                                 | гобой, кларнет и фагот                                       | 1982                  | Баден-Баден, 9.9.1987                   |
| Мой дом камень                                                 | гобой, ударные и фортепиано                                  | 2004                  | Брауншвейг, 18.2.2004                   |
| Играют флейты I                                                | три флейты                                                   | 1986                  | Мангейм, 6.11.1986                      |
| В центре молчания                                              | три блок-флейты                                              | 1995                  | Карлсруэ, 16.6.1995                     |
| Трио                                                           | флейта, гобой и кларнет                                      | 2003                  | Бремен, 12.11.2003                      |
| Неоконченные сады                                              | флейта, кларнет / бассет-горн и арфа                         | 1995                  | Мангейм, 8.11.1996                      |
| Неоконченные сады                                              | флейта, фагот и арфа                                         | 1995                  | Баден-Баден, 19.4.1998                  |
| Неоконченные сады                                              | флейта, виолончель и арфа                                    | 1996                  |                                         |
| Неоконченные сады                                              | флейта, альт и арфа                                          | 1996                  | Берн, 2.3.1997                          |
| Неоконченные сады                                              | флейта, ударные и фортепиано                                 | 2003                  | Людвигсхафен, 14.9.2003                 |
| Рондо                                                          | две блок-флейты и фортепиано                                 | 1999                  | Шпитталь, Австрия, 8.5.1999             |
| Ichthys                                                        | флейта, виолончель и фортепиано                              | 2001                  | Бамберг, 12.4.2002                      |
| Потерянные сады                                                | флейта, альт и арфа                                          | 1999                  | Шпитталь, Австрия, 8.5.1999             |
| Отражения I (Echoes I)                                         | бас-кларнет, ударные и фортепиано                            | 1994                  | Баден-Баден, 2.12.1994                  |
| Импровизация                                                   | кларнет / саксофон / Tilinca, ударные и челеста / фортепиано | 1999                  | Ахен, 20.2.1999                         |
| Icos                                                           | бас-кларнет и два аккордеона                                 | 1997                  | Ганновер, 20.1.1999                     |
| Icos                                                           | саксофон, ударные и фортепиано                               | 2000                  | Тимишоара, 15.5.2000                    |
| В кортеже молчания                                             | кларнет, синтезатор и фортепиано                             | 2004                  | Гейдельберг, 22.2.2004                  |
| Dies Diem Docet                                                | саксофон, ударные и фортепиано                               | 1994                  | Тимишоара, 18.5.1998                    |
| Молитва                                                        | саксофон, контрабас и аккордеон                              | 1996                  | Клингенталь (Австрия), 7.5.1996         |
| И, однако, это лучше, чем зимой                                | саксофон, виолончель и фортепиано                            | 1998                  | Гладбек, 16.5.1998                      |
| Loc Maria                                                      | саксофон, ударные и фортепиано                               | 1999                  | Ахен, 20.2.1999                         |
| «Неоплаканный, нелюбимый, холостой» (из «Антигоны» по Софоклу) | саксофон, ударные и фортепиано                               | 2000                  |                                         |
| Ахания                                                         | саксофон, альт и фортепиано                                  | 2007                  | Сибиу, 8.12.2007                        |
| «w.w.w. weiss wirkt wunder»                                    | скрипка, альт и виолончель                                   | 1997                  | Эрфурт, 11.10.1997                      |
| «da pacem»                                                     | скрипка, альт и виолончель                                   | 1999                  | Эрфурт, 11.7.1999                       |
| «Über die Ebne geweht…»                                        | скрипка, альт и виолончель                                   | 2002                  | Эрфурт, 26.5.2002                       |
| Ichthys                                                        | скрипка, виолончель и фортепиано                             | 1991                  | Шрисхайм, 14.9.1991                     |
| Ichthys                                                        | скрипка, кларнет и фортепиано                                | 1996                  |                                         |
| «O, teih nennen ja!»                                           | две скрипки или группа скрипок и фортепиано ad libitum       | 1997                  | Баден-Баден, 26.10.1997                 |
| И, однако, это лучше, чем зимой                                | скрипка, виолончель и фортепиано                             | 2000                  | Künstlerinnenhof «Die Höge», 30.9. 2000 |
| И этот шум неба                                                | скрипка, виолончель и цитра                                  | 1995                  | Франкфурт-на-Майне, 3.9.1995            |
|                                                                | скрипка, виолончель и орган / фортепиано                     | 1999                  | Шветцинген, 18.4.1999                   |
| скрипка, виолончель и аккордеон                                | 2004                                                         | Дармштадт, 3.3.2004   |                                         |
| Пьесы-кресты                                                   | барочная скрипка, виола да гамба и клавесин                  | 1997                  | 5.11.1997                               |
| Фигуры                                                         | три контрабаса                                               | 1995                  | Гамбург, 30.4.1995                      |
| Фигуры III                                                     | три гитары                                                   | 1991                  | Берлин, 3.5.1991                        |
| Shan-Shui                                                      | трио ударных                                                 | 1993                  | Равенсбург, 7.5.1993                    |
| Огненные капли (импровизационная модель)                       | три или четыре инструмента                                   | 1997                  |                                         |

| инструментальные дуэты                                                   | инструментальные дуэты                   | инструментальные дуэты | инструментальные дуэты           |
| название                                                                 | состав                                   | год написания          | первое исполнение                |
| ------------------------------------------------------------------------ | ---------------------------------------- | ---------------------- | -------------------------------- |
| Кривое зеркало I                                                         | блок-флейта(ы) и флейта(ы)               | 1997                   | Бремен, 16.10.1997               |
| Кривое зеркало II                                                        | флейта и горн                            | 1997                   | Рим, 30.10.1997                  |
| Кривое зеркало III                                                       | блок-флейта(ы) и горн                    | 1998                   | Нюрнберг, 10.11.1998             |
| Krendel                                                                  | блок-флейта(ы) и флейта(ы)               | 1999                   | Фарель, 27.2.2000                |
| Диалог                                                                   | флейта и скрипка                         | 1981                   | Бухарест, 7.12.1981              |
| Narigueras                                                               | флейта-пикколо и контрабас               | 1995                   | Лос-Анджелес, 7.11.1996          |
| Narigueras                                                               | флейта и виолончель                      | 1997                   | Эрфурт, 11.10.1997               |
| В поисках Моцарта… фрагмент                                              | флейта и арфа                            | 1983                   | Баден-Баден, 19.5.1991           |
| В поисках Моцарта… фрагмент                                              | английский рожок и арфа                  | 2004                   | Гейдельберг, 6.3.2004            |
| Atréju                                                                   | флейта и гитара                          | 1983                   | Альтенкирхен, 9.11.1986          |
| Kata                                                                     | флейта и фортепиано                      | 1990                   | Нью-Йорк, 27.2.1990              |
| Арабески                                                                 | флейта и ударные                         | 1980                   | Бухарест, 1.2.1982               |
| Elogium                                                                  | труба и тромбон                          | 1981                   | Бухарест, 20.10.1981             |
| Gedok Fanfare                                                            | труба и горн                             | 2000                   | Гейдельберг, 27.2.2002           |
| Соледад                                                                  | тромбон и фортепиано                     | 1994                   | Лондон, 24.11.1994               |
| Капли росы                                                               | кларнет и фортепиано                     | 1992                   | Вайнхайм, 31.7.1992              |
| Диалог                                                                   | кларнет и скрипка                        | 1995                   | Мангейм, 12.2.1995               |
| Rand                                                                     | кларнет и скрипка                        | 1996                   | Künstlerhaus Edenkoben, 2.6.1996 |
| Euraculos                                                                | кларнет и альт                           | 1996                   | Künstlerhaus Edenkoben, 2.6.1996 |
| Поворот                                                                  | бас-кларнет и фортепиано                 | 1985                   | Мангейм, 9.9.1985                |
| Medrea                                                                   | бас-кларнет и орган                      | 1986                   |                                  |
| Lun-Ju                                                                   | бас-кларнет и аккордеон                  | 1997                   | Восточная Фландрия, 9.3.1997     |
| Тарелки солнца                                                           | гобой и ударная установка                | 1995                   | Цюрих, 2.10.1995                 |
| Тарелки солнца                                                           | кларнет и ударные                        | 1995                   | Ахен, 20.2.1999                  |
| Скерцо-фантазия                                                          | скрипка и виолончель                     | 1985                   | Берлин, 7.5.1985                 |
| Wu-Li I                                                                  | скрипка и виолончель                     | 1994                   | Эрфурт, 17.6.1994                |
| Скерцо-фантазия IV                                                       | скрипка и контрабас                      | 1989                   | Санкт-Галлен, 27.9.1989          |
| В кортеже молчания                                                       | скрипка и цитра                          | 1995                   | Франкфурт-на-Майне, 3.9.1995     |
| Иностранец                                                               | скрипка и цитра                          | 1995                   | Франкфурт-на-Майне, 3.9.1995     |
| Соната                                                                   | скрипка и фортепиано                     | 1975                   | Бухарест, 20.4.1976              |
| В темпе вальса I                                                         | скрипка и фортепиано                     | 1992                   | Ганновер, 16.11.1992             |
| Если упасть в обморок I                                                  | скрипка и фортепиано                     | 1996                   | Берлин, 3.2.1996                 |
| Если упасть в обморок II                                                 | скрипка и клавесин                       | 1996                   |                                  |
| Soul. Подношение Эминеску                                                | скрипка и фортепиано / клавесин          | 2000                   | Бухарест, 13.6.2000              |
| Изменение                                                                | скрипка и клавесин                       | 1997                   | Фридрихсхафен, 24.8.1997         |
| Мгновения (I: Энеску; II: Барток; III: Шостакович; IV: Моцарт; V: Шуман) | скрипка и фортепиано                     | 2006                   | Мюнхен, 2006                     |
| Волшебная элегия при восходе солнца                                      | скрипка и фортепиано                     | 2007                   | Ольденбург, 14.6.2007            |
| Если упасть в обморок III                                                | скрипка и орган                          | 1996                   | Оснабрюк, 30.6.2003              |
| Lun-Ju                                                                   | скрипка и аккордеон                      | 1997                   | Одесса, 29.11.1999               |
| Рефлекторная дуга                                                        | барочная скрипка и орган-позитив         | 1996                   | Берн, 1.12.1996                  |
| «On doit briser le moi pour devenir soi…»                                | две виолончели                           | 2000                   | Одесса, 14.4.2000                |
| Когда текут слёзы радости                                                | виолончель и фортепиано                  | 1990                   | Амстердам, 16.9.1990             |
| Flash across                                                             | виолончель и фортепиано                  | 1994                   | Burg Guttenberg, 14.9.2003       |
| Всегда в его грусти                                                      | виолончель и фортепиано                  | 1995                   | Гейдельберг, 6.11.1995           |
| Quasaar Paal 2                                                           | виолончель и орган                       | 1985                   | Дармштадт, 26.9.1985             |
| Тайны                                                                    | виолончель и аккордеон                   | 2007                   | Бремен, 20.9.2007                |
| Песня сна                                                                | контрабас и фортепиано                   | 1981                   | Цюрих, 1.3.1996                  |
| Безделушка                                                               | контрабас и фортепиано                   | 1982                   | Цюрих, 1.3.1996                  |
| Сонатина                                                                 | ударные и фортепиано                     | 1980                   | Вайнгартен, 9.11.2001            |
| Отражения II (Echoes II)                                                 | фортепиано и ударные                     | 1981                   | Бухарест, 26.6.1981              |
| Отражения II (Echoes II)                                                 | кларнет / саксофон, ударные и фортепиано | 1999                   | Ахен, 20.2.1999                  |
| Loc Maria                                                                | орган и ударные                          | 1987                   | Гейдельберг, 20.7.1987           |
| Фигуры II                                                                | две гитары                               | 1989                   | Гейдельберг, 8.3.1990            |
| Исмаил и Турнавиту                                                       | две электрогитары                        | 2003                   | Лейпциг, 25.3.2003               |

| для инструментов соло                      | для инструментов соло                                    | для инструментов соло | для инструментов соло              |
| название                                   | инструмент                                               | год написания         | первое исполнение                  |
| ------------------------------------------ | -------------------------------------------------------- | --------------------- | ---------------------------------- |
| Immagini                                   | флейта                                                   | 1980                  | Бухарест, 7.5.1980                 |
| Развлечение (рум. Doru)                    | флейта                                                   | 1992                  | Эрфурт, 9.10.1992                  |
| Immaginabile                               | флейта / блокфлейта                                      | 1993                  | Эрфурт, 20.11.1993                 |
| Двойное молчание                           | флейта / флейта-альт / флейта-контральт                  | 1995                  | Винтертур, 29.11.1995              |
| Circuit                                    | флейта                                                   | 2003                  | Бухарест, 20.9.2003                |
| Вечернее богослужение                      | труба                                                    | 1985                  | Мангейм, 17.5.1985                 |
| Сатья II                                   | фагот                                                    | 1981                  | Бухарест, 22.2.1982                |
| Сатья IV                                   | кларнет / бас-кларнет                                    | 1981                  | Бухарест, 21.5.1982                |
| Световые волны                             | кларнет / бас-кларнет                                    | 1991                  | Эрфурт, 6.12.1992                  |
| Световые волны                             | бассетгорн                                               | 1993                  | Люнебург, 19.10.1993               |
| Изменяющиеся поля I                        | кларнет / бас-кларнет                                    | 1996                  | Künstlerhaus Edenkoben, 2.6.1996   |
| Изменяющиеся поля II                       | кларнет / бас-кларнет                                    | 1996                  | Künstlerhaus Edenkoben, 2.6.1996   |
| Clariwehlinos                              | кларнет / бас-кларнет                                    | 2004                  | Любек, 1.4.2004                    |
| Cime lointaine                             | гобой                                                    | 1990                  | Мангейм, 23.6.1992                 |
| «es nimmt mich wunder…»                    | горн                                                     | 1994                  | Кассель, 21.3.1995                 |
| «Wolf = Wolf (Wolf ist nicht gleich Wolf)» | тромбон                                                  | 1996                  | Линген, 31.10.1996                 |
| Импровизация                               | саксофон                                                 | 1984                  | Биберах, 4.3.1986                  |
| Импровизация                               | блокфлейта                                               | 1995                  | Лозанна, 28.9.1995                 |
| Сатья I                                    | скрипка                                                  | 1981                  | Бухарест, 25.4.1982                |
| Din cimpoiu                                | скрипка                                                  | 1984                  | Бухарест, 31.3.1985                |
| Aretusa                                    | скрипка                                                  | 1988                  | Киль, 7.3.1989                     |
| Для Ули                                    | скрипка                                                  | 1991                  | Kloster Machern, 28.7.1991         |
| Побеждать с солнцем                        | скрипка                                                  | 1996                  | Цюрих, 14.1.1997                   |
| В каждой шпаге света                       | скрипка                                                  | 1996                  | Гейдельберг, 4.7.1999              |
| «Il faudrait d’abord désespérer…»          | скрипка                                                  | 2000                  | Вельс, Швейцария, 29.3.2002        |
| Intarsien                                  | виолончель                                               | 1984                  | Гейдельберг, 1.5.1984              |
| Корона                                     | виолончель                                               | 1993                  | Эрфурт, 2.9.1993                   |
| Heirmos                                    | виолончель                                               | 1997                  | Клагенфурт, 9.10.1997              |
| Сатья III                                  | контрабас                                                | 1981                  | Anglouterre, Франция, 2.12.1982    |
| Nekyiomantia                               | контрабас                                                | 1996                  | Урбана, Иллинойс, США, 6.3.1997    |
| Parra Quitarra                             | гитара                                                   | 1981                  | Бухарест, 25.4.1982                |
| Kathargos I                                | цитра                                                    | 1994                  | Мюнхен, 11.2.1995                  |
| Kathargos I, II, III                       | цитра                                                    | 1996                  | монастырь Бенедиктбойерн, 7.9.1996 |
| Праздничная ночь                           | вибрафон                                                 | 1993                  | Гейдельберг, 24.9.1993             |
| Пеликан и бабита                           | ударные                                                  | 2000                  | Нью-Йорк, 24.3.2000                |
| Излом света (нем. LichtBruch               | аккордеон                                                | 2001                  | Вайнгартен, 10.11.2001             |
| Нью-Рошелл I—VII                           | электроакустическая музыка                               | 1986                  |                                    |
| Нью-Рошелл                                 | 7-канальная электроакустическая музыка и живая перкуссия | 1987                  | Брауншвейг, 13.5.1987              |

| для фортепиано                            | для фортепиано | для фортепиано                |
| название                                  | год написания  | первое исполнение             |
| ----------------------------------------- | -------------- | ----------------------------- |
| Сюита                                     | 1973           | Оснабрюк, 11.9.1998           |
| Акануа, из сюиты для фортепиано           | 1975           | Любек, 22.2.1994              |
| С вариациями                              | 1975           | Эрфурт, 6.6.1994              |
| Отражения I (Echoes I)                    | 1980           | Бухарест, 5.3.1980            |
| Сказка (рум. Poveste)                     | 1980           | Ахен, 27.2.1999               |
| Dies Diem Docet                           | 1986           | Франкфурт-на-Майне, 5.4.1987  |
| Torre di Si                               | 1994           | Байройт, 31.1.1994            |
| Циклотрон (в 4 руки)                      | 1994           | Любек, 13.5.1994              |
| Отражения II (Echoes II)                  | 1998           | Франкфурт-на-Майне, 20.9.1998 |
| Subitissimo                               | 1999           | Ахен, 27.2.1999               |
| Ноктюрн                                   | 2000           | Зольтау, 22.3.2000            |
| Солнечный луч                             | 2001           |                               |
| «Adresse ta lettre à Erzeron…» (в 3 руки) | 2001           | Берлин, 31.3.2004             |
| Теломер. Подношение Джордже Энеску        | 2004           | Франкфурт-на-Майне, 2004      |
| Три ступени (Монолог, Этюд, Reve)         | 2005           | Бремен, 2005                  |
| для клавесина                             |                |                               |
| Прелюдия                                  | 1982           | Мангейм, 15.1.1993            |

| для органа                                                 | для органа    | для органа                    |
| название                                                   | год написания | первое исполнение             |
| ---------------------------------------------------------- | ------------- | ----------------------------- |
| Отражения III (Echoes III)                                 | 1981          | Гейдельберг, 1982             |
| Gluon                                                      | 1991          | Баден-Баден, 13.9.1991        |
| Canticum                                                   | 1993          | Мюльхаузен, 20.3.1993         |
| Ряды знаков (нем. Zeichenreihen, по картине В.Кандинского) | 1993          | Вестерланд / Зильт, 6.6.1993  |
| Ambo                                                       | 1994          | Франкфурт-на-Майне, 25.9.1994 |

## Награды и признание
- премия Союза композиторов Румынии[рум.] (Бухарест, 1975, 1976, 1980, 1983)
- 2-я премия конкурса GEDOK (Мангейм, 1982)
- 1-я премия конкурса в Юте (1983)
- 3-я премия Международного конкурса имени Виотти (Верчелли, 1983)
- 1-я премия Международного конкурса композиторов (Нью-Йорк, 1984)
- премия Карла Марии фон Вебера (1985, за оперу «Голод и жажда»).